# امامزاده سید قاسم (زبرخان)
امامزاده سید قاسم مربوط به اواخر دوره صفوی است و در شهرستان زبرخان، شهر اسحاق‌آباد واقع شده و این اثر در تاریخ ۱۹ مرداد ۱۳۸۴ با شمارهٔ ثبت ۱۲۸۷۱ به‌عنوان یکی از آثار ملی ایران به ثبت رسیده‌است.